# Casquet polar

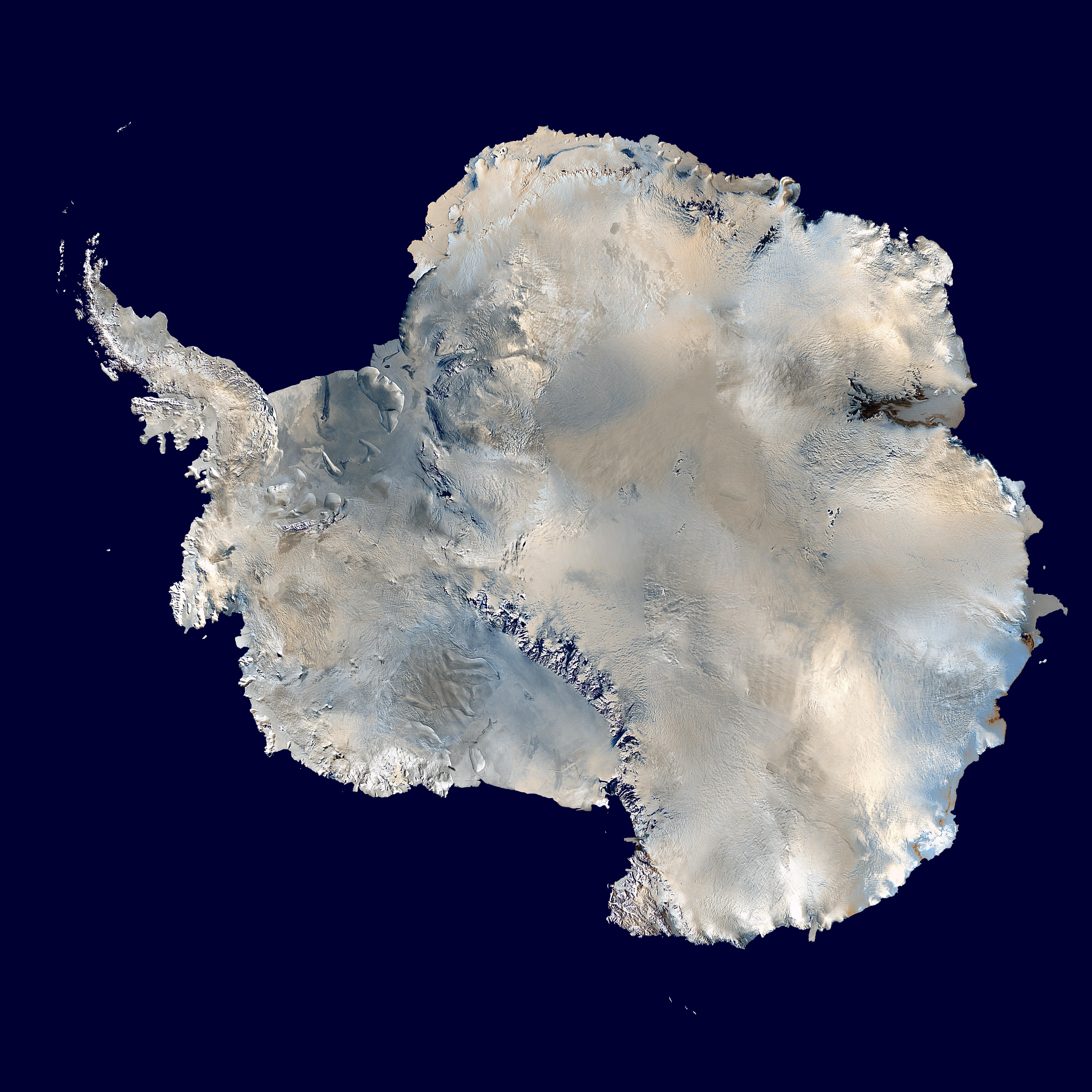
Una imatge de satèl·lit de l'Antàrtida

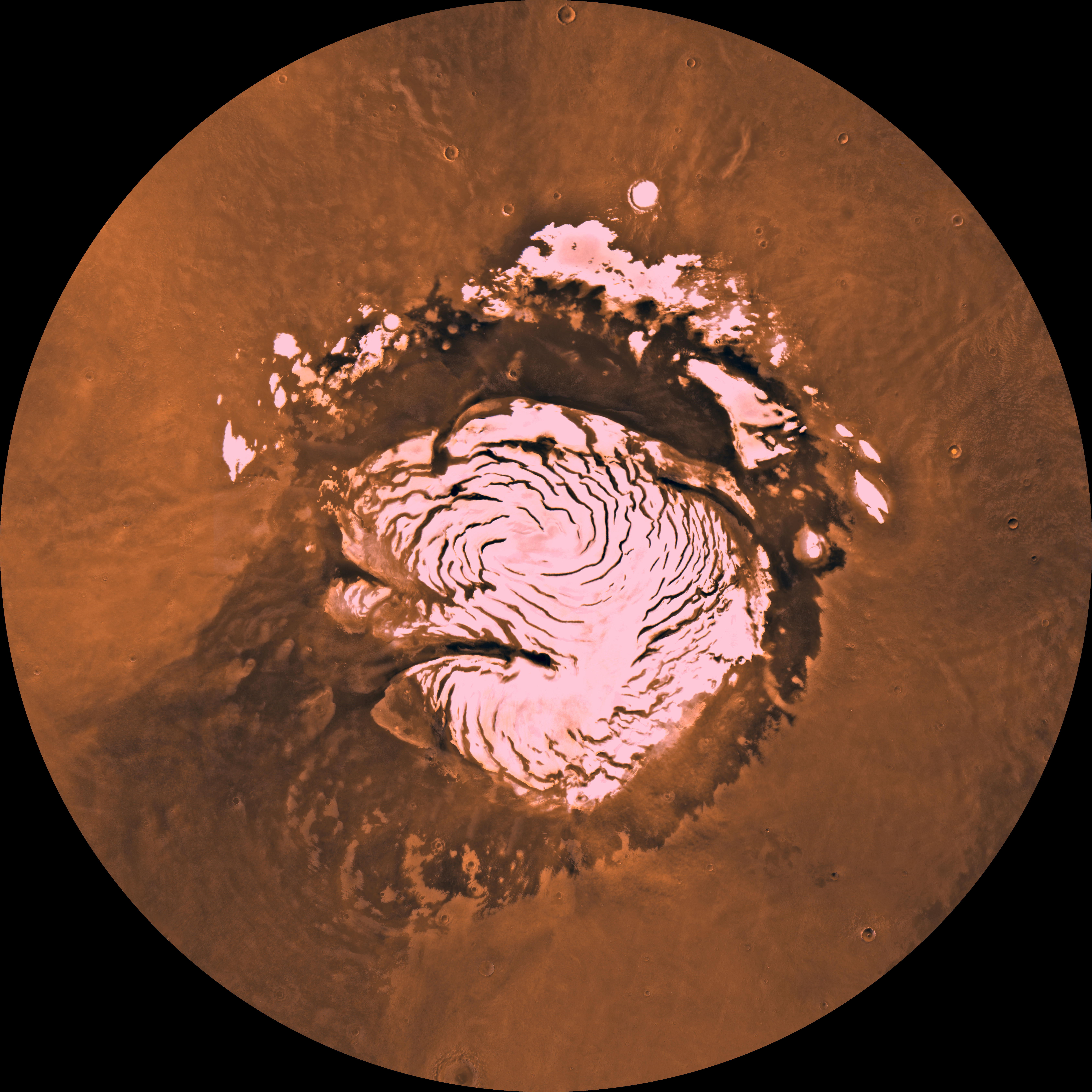
El Pol Nord de Mart i el seu casquet polar. Imatge del Viking 1

Un casquet polar és la regió d'un planeta o satèl·lit que es troba a latituds altes i que està coberta de glaç. No hi ha requisits mínims quant a la mida o la composició d'una massa de glaç perquè se l'anomeni casquet polar, ni tampoc és necessari que es trobi a sobre de terra ferma; només ha de ser una massa glaçada a la regió polar.

## Característiques
La composició del glaç pot variar. Per exemple, els casquets polars de la Terra estan fets principalment d'aigua glaçada, mentre que els casquets marcians són una mescla de gel de diòxid de carboni i d'aigua glaçada.
Els casquets polars es formen perquè les regions de latituds altes reben menys energia en forma de radiació solar del Sol que les zones equatorials, cosa que provoca una temperatura de superfície més baixa. Hi ha variacions estacionals degudes a la variació de la insolació rebuda a mesura que el planeta o lluna gira al voltant del Sol. A més, al llarg de períodes més llargs, els casquets poden créixer o empetitir-se a causa de les variacions climàtiques (vegeu època glacial, clima polar).
El casquet polar de l'Àrtida s'està reduint, mentre que sembla que l'Antàrtic s'està tornant més gruixut, possiblement a causa de l'escalfament global antropogènic.

## A la Terra
El pol Nord de la Terra està cobert per una banquisa glacial que flota a l'oceà Àrtic, la banquisa àrtica. Les parts del gel que no es fonen a l'estiu poden esdevenir molt gruixudes i fer més de vint metres de gruix. El gel que es fon a l'estiu sol fer un metre de gruix. L'àrea coberta pel casquet varia entre nou i dotze milions de quilòmetres quadrats.
L'Antàrtida, al pol Sud de la Terra, és un continent cobert per una capa de glaç. Cobreix una extensió de gairebé 14 milions de km² i conté uns 25-30 milions de km³ de glaç, o un 70% de l'aigua dolça del planeta.

## A Mart
El planeta Mart també té casquets polars, però contenen diòxid de carboni glaçat a més d'aigua. Les estacions marcianes fan canviar els casquets polars: el gel de diòxid de carboni se sublima a l'estiu, descobrint una superfície rocosa, i es forma de nou a l'hivern.